# Đội tuyển bóng đá quốc gia Campuchia
Đội tuyển bóng đá quốc gia Campuchia (tiếng Khmer: ក្រុមបាល់ទាត់ជម្រើសជាតិកម្ពុជា) là đội tuyển cấp quốc gia của Campuchia do Liên đoàn bóng đá Campuchia quản lý.
Trận thi đấu quốc tế đầu tiên của đội tuyển Campuchia là trận gặp đội tuyển Malaysia vào năm 1956. Thành tích tốt nhất của đội cho đến nay là hạng tư cúp bóng đá châu Á 1972 với tên gọi Cộng hòa Khmer. Đội cũng đã 9 lần tham dự giải vô địch bóng đá Đông Nam Á tuy nhiên đều dừng bước ở vòng bảng.

## Thành tích quốc tế

### Giải vô địch thế giới
- 1930 đến 1994 – Không tham dự
- 1998 đến 2002 – Không vượt qua vòng loại
- 2006 – Không tham dự
- 2010 đến 2026 – Không vượt qua vòng loại

### Cúp bóng đá châu Á
| Năm           | Kết quả                  | ST                       | T                        | H                        | B                        | BT                       | BB                       |
| ------------- | ------------------------ | ------------------------ | ------------------------ | ------------------------ | ------------------------ | ------------------------ | ------------------------ |
| 1956          | Không vượt qua vòng loại | Không vượt qua vòng loại | Không vượt qua vòng loại | Không vượt qua vòng loại | Không vượt qua vòng loại | Không vượt qua vòng loại | Không vượt qua vòng loại |
| 1960          | Bỏ cuộc                  | Bỏ cuộc                  | Bỏ cuộc                  | Bỏ cuộc                  | Bỏ cuộc                  | Bỏ cuộc                  | Bỏ cuộc                  |
| 1964          | Bỏ cuộc                  | Bỏ cuộc                  | Bỏ cuộc                  | Bỏ cuộc                  | Bỏ cuộc                  | Bỏ cuộc                  | Bỏ cuộc                  |
| 1968          | Không vượt qua vòng loại | Không vượt qua vòng loại | Không vượt qua vòng loại | Không vượt qua vòng loại | Không vượt qua vòng loại | Không vượt qua vòng loại | Không vượt qua vòng loại |
| 1972          | Hạng tư                  | 5                        | 1                        | 1                        | 3                        | 8                        | 10                       |
| 1976 đến 1996 | Không tham dự            | Không tham dự            | Không tham dự            | Không tham dự            | Không tham dự            | Không tham dự            | Không tham dự            |
| 2000          | Không vượt qua vòng loại | Không vượt qua vòng loại | Không vượt qua vòng loại | Không vượt qua vòng loại | Không vượt qua vòng loại | Không vượt qua vòng loại | Không vượt qua vòng loại |
| 2004          | Không tham dự            | Không tham dự            | Không tham dự            | Không tham dự            | Không tham dự            | Không tham dự            | Không tham dự            |
| 2007          | Không tham dự            | Không tham dự            | Không tham dự            | Không tham dự            | Không tham dự            | Không tham dự            | Không tham dự            |
| 2011          | Không vượt qua vòng loại | Không vượt qua vòng loại | Không vượt qua vòng loại | Không vượt qua vòng loại | Không vượt qua vòng loại | Không vượt qua vòng loại | Không vượt qua vòng loại |
| 2015          | Không vượt qua vòng loại | Không vượt qua vòng loại | Không vượt qua vòng loại | Không vượt qua vòng loại | Không vượt qua vòng loại | Không vượt qua vòng loại | Không vượt qua vòng loại |
| 2019          | Không vượt qua vòng loại | Không vượt qua vòng loại | Không vượt qua vòng loại | Không vượt qua vòng loại | Không vượt qua vòng loại | Không vượt qua vòng loại | Không vượt qua vòng loại |
| 2023          | Không vượt qua vòng loại | Không vượt qua vòng loại | Không vượt qua vòng loại | Không vượt qua vòng loại | Không vượt qua vòng loại | Không vượt qua vòng loại | Không vượt qua vòng loại |
| 2027          | Không vượt qua vòng loại | Không vượt qua vòng loại | Không vượt qua vòng loại | Không vượt qua vòng loại | Không vượt qua vòng loại | Không vượt qua vòng loại | Không vượt qua vòng loại |
| Tổng cộng     | 1/19                     | 5                        | 1                        | 0                        | 4                        | 8                        | 10                       |

### Đại hội Thể thao châu Á
- (Nội dung thi đấu dành cho cấp đội tuyển quốc gia cho đến kỳ Đại hội năm 1998)

| Năm           | Kết quả       | ST            | T             | H             | B             | BT            | BB            |
| ------------- | ------------- | ------------- | ------------- | ------------- | ------------- | ------------- | ------------- |
| 1951 đến 1966 | Không tham dự | Không tham dự | Không tham dự | Không tham dự | Không tham dự | Không tham dự | Không tham dự |
| 1970          | Vòng 1        | 3             | 1             | 0             | 2             | 3             | 3             |
| 1974 đến 1994 | Không tham dự | Không tham dự | Không tham dự | Không tham dự | Không tham dự | Không tham dự | Không tham dự |
| 1998          | Vòng 1        | 2             | 0             | 0             | 2             | 2             | 9             |
| Tổng cộng     | 2/13          | 5             | 1             | 0             | 4             | 5             | 12            |

### Giải vô địch bóng đá Đông Nam Á
| Năm       | Kết quả                  | ST                       | T                        | H                        | B                        | BT                       | BB                       |
| --------- | ------------------------ | ------------------------ | ------------------------ | ------------------------ | ------------------------ | ------------------------ | ------------------------ |
| 1996      | Vòng bảng                | 4                        | 0                        | 0                        | 4                        | 1                        | 12                       |
| 1998      | Không vượt qua vòng loại | Không vượt qua vòng loại | Không vượt qua vòng loại | Không vượt qua vòng loại | Không vượt qua vòng loại | Không vượt qua vòng loại | Không vượt qua vòng loại |
| 2000      | Vòng bảng                | 4                        | 1                        | 0                        | 3                        | 5                        | 10                       |
| 2002      | Vòng bảng                | 4                        | 1                        | 0                        | 3                        | 5                        | 18                       |
| 2004      | Vòng bảng                | 4                        | 0                        | 0                        | 4                        | 2                        | 22                       |
| 2007      | Không vượt qua vòng loại | Không vượt qua vòng loại | Không vượt qua vòng loại | Không vượt qua vòng loại | Không vượt qua vòng loại | Không vượt qua vòng loại | Không vượt qua vòng loại |
| 2008      | Vòng bảng                | 3                        | 0                        | 0                        | 3                        | 2                        | 12                       |
| 2010      | Không vượt qua vòng loại | Không vượt qua vòng loại | Không vượt qua vòng loại | Không vượt qua vòng loại | Không vượt qua vòng loại | Không vượt qua vòng loại | Không vượt qua vòng loại |
| 2012      | Không vượt qua vòng loại | Không vượt qua vòng loại | Không vượt qua vòng loại | Không vượt qua vòng loại | Không vượt qua vòng loại | Không vượt qua vòng loại | Không vượt qua vòng loại |
| 2014      | Không vượt qua vòng loại | Không vượt qua vòng loại | Không vượt qua vòng loại | Không vượt qua vòng loại | Không vượt qua vòng loại | Không vượt qua vòng loại | Không vượt qua vòng loại |
| 2016      | Vòng bảng                | 3                        | 0                        | 0                        | 3                        | 4                        | 8                        |
| 2018      | Vòng bảng                | 4                        | 1                        | 0                        | 3                        | 4                        | 9                        |
| 2020      | Vòng bảng                | 4                        | 1                        | 0                        | 3                        | 6                        | 11                       |
| 2022      | Vòng bảng                | 4                        | 2                        | 0                        | 2                        | 10                       | 8                        |
| 2024      | Vòng bảng                | 4                        | 1                        | 1                        | 2                        | 7                        | 8                        |
| Tổng cộng | 10 lần vòng bảng         | 30                       | 6                        | 0                        | 28                       | 39                       | 110                      |

### Đại hội Thể thao Đông Nam Á
- (Nội dung thi đấu dành cho cấp đội tuyển quốc gia cho đến kỳ Đại hội năm 1999)

| Năm           | Thành tích      | Trận          | Thắng         | Hòa           | Thua          | Bàn thắng     | Bàn thua      |
| ------------- | --------------- | ------------- | ------------- | ------------- | ------------- | ------------- | ------------- |
| 1959          | Không tham dự   | Không tham dự | Không tham dự | Không tham dự | Không tham dự | Không tham dự | Không tham dự |
| 1961          | Vòng bảng       | 2             | 0             | 0             | 2             | 0             | 8             |
| 1965 đến 1969 | Không tham dự   | Không tham dự | Không tham dự | Không tham dự | Không tham dự | Không tham dự | Không tham dự |
| 1971          | Vòng bảng       | 3             | 1             | 1             | 1             | 3             | 4             |
| 1973 đến 1993 | Không tham dự   | Không tham dự | Không tham dự | Không tham dự | Không tham dự | Không tham dự | Không tham dự |
| 1995          | Vòng bảng       | 4             | 0             | 0             | 4             | 0             | 32            |
| 1997          | Vòng bảng       | 4             | 2             | 0             | 2             | 8             | 7             |
| 1999          | Vòng bảng       | 4             | 0             | 1             | 3             | 5             | 13            |
| Tổng cộng     | 5 lần vòng bảng | 17            | 3             | 2             | 12            | 16            | 64            |

### Cúp Challenge AFC
| Năm       | Kết quả                  | ST                       | T                        | H                        | B                        | BT                       | BB                       |
| --------- | ------------------------ | ------------------------ | ------------------------ | ------------------------ | ------------------------ | ------------------------ | ------------------------ |
| 2006      | Vòng bảng                | 3                        | 1                        | 0                        | 2                        | 4                        | 6                        |
| 2008      | Không vượt qua vòng loại | Không vượt qua vòng loại | Không vượt qua vòng loại | Không vượt qua vòng loại | Không vượt qua vòng loại | Không vượt qua vòng loại | Không vượt qua vòng loại |
| 2010      | Không vượt qua vòng loại | Không vượt qua vòng loại | Không vượt qua vòng loại | Không vượt qua vòng loại | Không vượt qua vòng loại | Không vượt qua vòng loại | Không vượt qua vòng loại |
| 2012      | Không vượt qua vòng loại | Không vượt qua vòng loại | Không vượt qua vòng loại | Không vượt qua vòng loại | Không vượt qua vòng loại | Không vượt qua vòng loại | Không vượt qua vòng loại |
| 2014      | Không vượt qua vòng loại | Không vượt qua vòng loại | Không vượt qua vòng loại | Không vượt qua vòng loại | Không vượt qua vòng loại | Không vượt qua vòng loại | Không vượt qua vòng loại |
| Tổng cộng | 1 lần vòng bảng          | 3                        | 1                        | 0                        | 2                        | 4                        | 6                        |

## Đội ngũ huấn luyện
| Position                      | Name                                                |
| ----------------------------- | --------------------------------------------------- |
| Huấn luyện viên trưởng        | Gyotoku Koji (tạm quyền)                            |
| Trưởng đoàn                   | Chhouk Piseth                                       |
| Trợ lý huấn luyện viên        | Yoshimi Hamasaki Khim Borey Khla Akon Kheng Sopagha |
| Huấn luyện viên thủ môn       | Ebine Koudai                                        |
| Huấn luyện viên thể hình      | Lay Raksmey                                         |
| Quản lý bộ dụng cụ            | Lim Chanmonyoudom                                   |
| Chuyên gia phân tích trận đấu | Kim Leapfong                                        |
| Giám đốc biểu diễn            | Prak Sovannara                                      |
| Bác sĩ                        | Lang Sobin                                          |
| Chuyên gia vật lý trị liệu    | Seng Borey Sang Kimthy                              |

## Đội hình
Đội hình chuẩn bị Giải vô địch bóng đá ASEAN 2024.

Số liệu thống kê tính đến ngày 15 tháng 10 năm 2024 sau trận gặp Hồng Kông.

| Số | VT | Cầu thủ                  | Ngày sinh (tuổi)  | Trận | Bàn | Câu lạc bộ                  |
| -- | -- | ------------------------ | ----------------- | ---- | --- | --------------------------- |
| 1  | TM | Hul Kimhuy               | 7 tháng 4, 2000   | 19   | 0   | Visakha                     |
| 21 | TM | Vireak Dara              | 30 tháng 10, 2003 | 6    | 0   | Preah Khan Reach Svay Rieng |
| 22 | TM | Reth Lyheng              | 1 tháng 1, 2004   | 1    | 0   | Nagaworld                   |
|    |    |                          |                   |      |     |                             |
| 2  | HV | Hikaru Mizuno            | 2 tháng 8, 1991   | 5    | 0   | Preah Khan Reach Svay Rieng |
| 3  | HV | Taing Bunchhai           | 28 tháng 12, 2002 | 3    | 0   | Boeung Ket                  |
| 4  | HV | Kan Mo (Đội trưởng)      | 24 tháng 9, 1992  | 6    | 0   | Visakha                     |
| 5  | HV | Soeuy Visal (Đội trưởng) | 19 tháng 8, 1995  | 82   | 5   | Preah Khan Reach Svay Rieng |
| 13 | HV | Sareth Krya              | 3 tháng 3, 1996   | 34   | 1   | Preah Khan Reach Svay Rieng |
| 15 | HV | Takaki Ose               | 19 tháng 10, 1995 | 2    | 0   | Phnom Penh Crown            |
| 16 | HV | Yeu Muslim               | 25 tháng 12, 1998 | 21   | 0   | Phnom Penh Crown            |
| 18 | HV | Seut Baraing             | 29 tháng 9, 1999  | 13   | 0   | Phnom Penh Crown            |
| 24 | HV | Leng Nora                | 19 tháng 9, 2004  | 3    | 0   | Visakha                     |
|    |    |                          |                   |      |     |                             |
| 6  | TV | Yudai Ogawa              | 4 tháng 10, 1996  | 13   | 1   | Phnom Penh Crown            |
| 8  | TV | Orn Chanpolin            | 15 tháng 3, 1998  | 43   | 1   | Phnom Penh Crown            |
| 12 | TV | In Sodavid               | 2 tháng 7, 1998   | 17   | 0   | Visakha                     |
| 19 | TV | Kim Sokyuth              | 21 tháng 6, 1999  | 9    | 0   | Preah Khan Reach Svay Rieng |
| 25 | TV | Sin Kakada               | 29 tháng 7, 2000  | 9    | 0   | Visakha                     |
| 26 | TV | Min Ratanak              | 30 tháng 7, 2002  | 11   | 2   | Preah Khan Reach Svay Rieng |
|    |    |                          |                   |      |     |                             |
| 7  | TĐ | Lim Pisoth               | 29 tháng 8, 2001  | 27   | 2   | Phnom Penh Crown            |
| 9  | TĐ | Sieng Chanthea           | 9 tháng 9, 2002   | 38   | 8   | Boeung Ket                  |
| 10 | TĐ | Andrés Nieto             | 29 tháng 4, 1996  | 0    | 0   | Phnom Penh Crown            |
| 11 | TĐ | Nick Taylor              | 2 tháng 9, 1998   | 18   | 1   | Preah Khan Reach Svay Rieng |
| 14 | TĐ | Hav Soknet               | 3 tháng 8, 2003   | 1    | 0   | ISI Dangkor Senchey         |
| 17 | TĐ | Sa Ty                    | 4 tháng 4, 2002   | 18   | 3   | Visakha                     |
| 20 | TĐ | Abdel Kader Coulibaly    | 18 tháng 6, 1993  | 2    | 1   | ISI Dangkor Senchey         |
| 23 | TĐ | Sor Rotana               | 9 tháng 10, 2002  | 12   | 0   | Visakha                     |